# مازنجر زد ضد رجل الشيطان
مازنجر زد ضد رجل الشيطان (باليابانية: マジンガーＺ対デビルマン) ، هي فيلم لرسوم المتحركة «الأنمي» أنتجها شركة توي دوغا سنة 1973م، وهي مواجهة بين الشخصيات المانغا كل من مازنجر زد ورجل الشيطان «ديفلمان».

## وصلات خارجية
- Mazinger Z Vs. Devilman (movie) (أنمي) في شبكة أخبار الأنمي
- Mazinger Z tai Devilman (باليابانية) at allcinema
- Mazinger Z tai Devilman at Animemorial
- مازنجر زد ضد رجل الشيطان على موقع IMDb (الإنجليزية)
- مازنجر زد ضد رجل الشيطان على موقع فيلمافينيتي (الإسبانية)
- مازنجر زد ضد رجل الشيطان على موقع قاعدة بيانات الفيلم (الإنجليزية)
- مازنجر زد ضد رجل الشيطان على موقع ليتربوكسد (الإنجليزية)
- مازنجر زد ضد رجل الشيطان على موقع كينوبويسك (الروسية)
- مازنجر زد ضد رجل الشيطان على موقع ANN anime (الإنجليزية)